# Exochus selenanae
Exochus selenanae là một loài tò vò trong họ Ichneumonidae.